# Campeonato Mundial Femenino de Ajedrez 1931
El 3º Campeonato mundial femenino de ajedrez tuvo lugar durante las 4º Olimpiadas de Ajedrez de 1931 en Hamburgo. La campeona de este torneo fue Vera Menchik, quien defendió su título por segunda en un torneo todos contra todos.

## Resultados
|   | Jugadora          | 1   | 2   | 3   | 4   | 5   | Total |
| - | ----------------- | --- | --- | --- | --- | --- | ----- |
| 1 | Vera Menchik      | -   | 1 1 | 1 1 | 1 1 | 1 1 | 8     |
| 2 | Paula Wolf-Kalmar | 0 0 | -   | 0 1 | 0 1 | 1 1 | 4     |
| 3 | Agnes Stevenson   | 0 0 | 1 0 | -   | 1 ½ | 1 0 | 3½    |
| 4 | Katarina Beskow   | 0 0 | 1 0 | 0 ½ | -   | 1 0 | 2½    |
| 5 | Wally Henschel    | 0 0 | 0 0 | 0 1 | 0 1 | -   | 2     |